# Le Château du pendu

Le Château du pendu est un téléfilm français de Christian de Chalonge diffusé en 1989. 
Ce téléfilm est le troisième volet tourné pour la série télévisée Les Dossiers de l'inspecteur Lavardin diffusée entre septembre 1988 et février 1990.
Il met en scène l'inspecteur Lavardin, incarné par Jean Poiret, un policier pince sans rire, aux méthodes peu orthodoxes.

## Synopsis
Alors qu'il est en vacances, Lavardin reçoit la visite d'une jeune femme qui lui demande de retrouver sa sœur Christine Février, partie étudier dans un château au Portugal. Arrivé sur place, Lavardin constate que les maîtres des lieux comme leurs domestiques ont un comportement très étrange et que le château dégage une ambiance malsaine.

## Fiche technique
- Titre : Le Château du pendu
- Réalisation : Christian de Chalonge, assisté de Bertrand Arthuys
- Scénario : Claude Chabrol
- Production : António da Cunha Telles
- Sociétés de production :  RTP (Portugal), TF1 (France)
- Pays d'origine :  France
- Format : Couleur
- Genre : Policier
- Durée : 90 min
- Date de diffusion : en 1989 sur TF1

## Distribution
- Jean Poiret : L'inspecteur Jean Lavardin
- Anne Roussel : Bernadette
- Teresa Madruga : Carlota
- José Manuel Mendes : José
- Ruy Furtado : Horloger
- José Wallenstein : Hugo
- Marques D'Arede : Manuel
- Amílcar Botica : l'inspecteur Castro
- Luís Santos : le Baron